# Ладісміт
Ладісміт (англ. Ladismith) — населений пункт в районі Еден, Західна Капська провінція, ПАР. Розташований на висоті 550 м над рівнем моря та названий на честь леді Джуани Сміт.